# Cinnamomum longepaniculatum
Cinnamomum longepaniculatum är en lagerväxtart som först beskrevs av James Sykes Gamble, och fick sitt nu gällande namn av N. Chao och Hsi Wen Li. Cinnamomum longepaniculatum ingår i släktet Cinnamomum och familjen lagerväxter. Inga underarter finns listade i Catalogue of Life.